# Zweite Bibel Karls des Kahlen

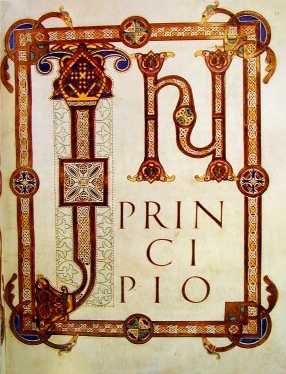
Initialseite IN PRINCIPIO.

Die sogenannte Zweite Bibel Karls des Kahlen ist eine karolingische Bilderhandschrift, die zwischen 871 und 873 im Kloster Saint-Amand entstand. Der gebräuchliche Name grenzt die Handschrift von der stilistisch völlig anders gearteten, auch als „Erste Bibel Karls des Kahlen“ bezeichneten Vivian-Bibel ab.
Der Buchschmuck der Bibel ist ein Hauptwerk der stark von der insularen Buchmalerei beeinflussten sogenannten franko-sächsischen (das heißt angelsächsischen) Schule. Diese hatte sich im 9. Jahrhundert im heutigen Nordfrankreich entwickelt und unterschied sich deutlich von der höfischen karolingischen Buchmalerei.
Der Codex umfasst 440 Pergamentblätter, sein Format beträgt 430 × 335 mm. Heute befindet er sich in der Pariser Bibliothèque nationale  (Ms. Lat. 2).